# Hans Binder (Höhlenforscher)
Hans Lorenz Binder (* 15. Januar 1924 in Tübingen; † 26. Oktober 2005 in Göppingen) war ein deutscher Pädagoge und Höhlenforscher.

## Leben und Werk
Hans Binder wurde als Sohn eines Studienrats in Tübingen geboren. Bereits mit 17 Jahren wurde er zur Wehrmacht einberufen und musste in den Zweiten Weltkrieg ziehen. Er erlitt mehrere Verwundungen, bei der Landung der Alliierten in der Normandie verlor er seinen rechten Arm und erlitt starke Hörschäden. Nach der Rückkehr aus dem Krieg besuchte Hans Binder eine Dolmetscherschule, bevor er 1950 Geschäftsführer der Volkshochschule Winnenden wurde. Sein Berufsziel als Lehrer hatte er aber nie aus den Augen verloren, nach dem Studium der Pädagogik war er in verschiedenen Orten als Lehrer tätig. Schon in seiner Zulassungsarbeit zur zweiten Dienstprüfung hatte sich Binder in einer Studie über den Hungerbrunnen in Heldenfingen mit der Geologie der Schwäbischen Alb beschäftigt. 1956 bekam er Gelegenheit, als Dorflehrer bei der Entdeckung einer Klufthöhle bei Altheim sein Fachwissen einzubringen. Seine erste Veröffentlichung in den Blättern des Schwäbischen Albvereins handelte dann auch von dieser Höhle. Ab 1961 war er Reallehrer in Nürtingen. 1966 übernahm er zusätzlich die ehrenamtliche Leitung der Volkshochschule Nürtingen. Als Hans Binder 1974 die hauptamtliche Leitung dieser Einrichtung übernahm und auch Kulturreferent der Stadt Nürtingen wurde, wurde er vom Schuldienst freigestellt.

## Ehrenamtliche Tätigkeit
Hans Binder hat sich über Jahrzehnte sehr stark ehrenamtlich engagiert. 1956 wurde er Mitglied im Verband der deutschen Höhlen- und Karstforscher, 1958 und 1959 war er dessen Schatzmeister und von 1959 bis 1977 ehrenamtlicher Geschäftsführer. Dieses Engagement prägte sein Leben und verschaffte im auch den ehrenvollen Beinamen Höhlen-Binder. Bereits 1949 war Hans Binder in Winnenden in den Schwäbischen Albverein eingetreten. Von 1957 bis 1962 war er Vertrauensmann der Ortsgruppe Seißen. Zeitlebens war er im Albverein in besonderer Weise engagiert. Beim Schwäbischen Heimatbund leitete Hans Binder von 1980 bis 1994 die Ortsgruppe Nürtingen. Auch im Verband der Kriegsbeschädigten, Kriegshinterbliebenen und Sozialrentner Deutschlands (VdK) und beim Volksbund Deutsche Kriegsgräberfürsorge engagierte er sich.

## Ehrungen
- Bundesverdienstkreuz am Bande
- 1987: Silberne Ehrennadel des Schwäbischen Albvereins
- 1999: Georg-Fahrbach-Medaille in Silber des Schwäbischen Albvereins
- 1999: Ehrendoktorwürde der geowissenschaftlichen Fakultät der Universität Tübingen
- 2003: Ehrenschild des Schwäbischen Albvereins

Hans Binder wurde darüber hinaus mit zahlreichen Ehrennadeln, Ehrenmedaillen und Ehrenmitgliedschaften ausgezeichnet.

## Schriften
Hans Binder hat im Laufe seines Lebens mehr als 300 Höhlen- und karstkundliche Veröffentlichungen geschrieben. Eine kleine Auswahl:
- Hans Binder, Anke Luz, Hans Martin Luz: Schauhöhlen in Deutschland. Aegis Verlag, Ulm 1993, ISBN 3-87005-040-3.
- Hans Binder, Herbert Jantschke: Höhlenführer Schwäbische Alb. Höhlen – Quellen – Wasserfälle. 7., völlig neu bearbeitete Auflage. DRW-Verlag, Leinfelden-Echterdingen 2003, ISBN 3-87181-485-7.
- Hans Binder: Faszinierende Welt unter der Erde. Höhlen der Schwäbischen Alb. DRW-Verlag, Leinfelden-Echterdingen 1995, ISBN 3-87181-366-4.
- Binder, Hans (Hrsg.): Karstlandschaft Schwäbische Ostalb, Verband der Deutschen Höhlen- und Karstforscher e. V. München, Stadtverwaltung Giengen an der Brenz, 1993
- Hans Binder, Klaus Eberhard Bleich, Klaus Dobat: Die Nebelhöhle (Schwäbische Alb). Abhandlungen zur Karst- und Höhlenkunde: Reihe A, Speläologie; Heft 4, 8. Auflage. Mangold, Blaubeuren/Speleothek Obendorf, München 1997